# 해면상 혈관종
해면상 혈관종 또는 해면종(cavernous hemangioma 또는 cavernous angioma) 또는 대뇌 해면종(CCM,cerebral cavernoma,뇌에 존재하는 경우)이라고도 하는 해면상 혈관종(CCM)은 양성 혈관종 또는 혈관종의 일종으로 확장된 혈관의 집합체가 장애를 보이는 혈관 질환이다. 이 때문에 구멍 또는 동굴을 통하는 혈액 흐름이 느려지는 증상을 보인다. 또한 혈관을 형성하는 세포는 주변 세포와 필요한 접합을 형성하지 않는것으로 알려져있다. 또한 평활근의 구조적 지원이 방해되어 주변 조직으로 누출된다. 이 질병과 관련된 것으로 알려진 다양한 증상을 일으키는 것은 이러한 혈관에서 출혈로 알려진 혈액 누출 및 뇌혈관 기형의 분류에 있어 혈관종을 가리키기도한다.

## 해면상혈관종
해면상 혈관종 (海綿狀 血管腫)은 대부분 확장된 혈관에 의하여 이루어진 혈관성 종양이다. 때로는 많은 양의 혈액이 들어 있고, 피부와 피부밑에 생긴다. 또한 내장 특히 간 비장, 췌장에도 생기며, 뇌에도 생길 수 있다. 대부분 어린 나이에 생기는데, 출생 시에는 보통 나타나지 않는다. 표재성인 경우에는 암적색, 깊은 부위의 것은 푸른색을 띤다.

## 같이 보기
- 림프종
- 엡스타인-바 바이러스